# Tanque Skeleton
O Tanque Skeleton foi um protótipo de tanque dos Estados Unidos da América para a Primeira Guerra Mundial construído em 1918 pela empresa americana Pioneer Tractor Company da cidade de Winona, Minnesota.
Era um tanque leve com aparência similar aos britânicos da série Mark, mas com um centro pequeno envolto de barras tubulares que o ligavam as esteiras.